# Bolgár költők, írók listája
Ez a lista a jelentősebb bolgár nyelvű írókat, költőket (→bolgár irodalom) tartalmazza betűrendes névsorban, évszámmal ellátva: 
| Ábécé szerinti tartalomjegyzék                                        |
| --------------------------------------------------------------------- |
| A B C Cs D E F G Gy H I J K L M N Ny O P Q R S Sz T Ty U V W X Y Z Zs |

## A
- Veszelin Andreev (1918–1991)
- Ivan Andrejcsin (1872–1974)

## B
- Hriszto Botev (1848–1876)

## C
- Funták Cosmas (19. század)

## D
- Atanasz Dalcsev (1904–1978)
- Ljuben Dilov (1927–2008)
- Blaga Dimitrova (1922–2003)
- Dimitar Dimov (1909–1966)
- Anton Doncsev (1930–2022)
- Anton Donev (1927–1985)

## E
- Elin Pelin (1877–1949)

## G
- Marin Georgiev (1946–) Balassi Bálint-emlékkarddal kitüntetett költő, műfordító
- Trygve Guljaski (1944–)

## H
- Kiril Hrisztov (1875–1944)

## I
- Miron Ivanov (1931–1988)

## J
- Pejo Javorov (1878–1914)
- Jordan Jovkov (1880–1937)

## K
- Aleko Konsztantinov (1863–1897)

## L
- Toso Lizsev (1941–)
- Veszela Ljuckanova (1935–)

## M
- Georgi Markov (1929–1978)
- Agop Melkonjan (1949–2006)
- Nedjalka Mihova (1929–1995)
- Geo Milev (1895–1925)
- Szvetoszlav Minkov (1902–1966)

## N
- Dobri Nemirov (1882–1945)

## R
- Jordan Radicskov (1929–2004)

## Sz
- Sztaniszlav Sztratiev (1941–2000)

## V
- Ivan Vazov (1850–1921)